# Chang Yuchun
Chang Yuchun, nome di cortesia Boren (伯仁), pseudonimo Yanheng (燕衡), nome postumo Zhongwu (忠武) (caratteri cinesi: 常遇春; pinyin: Cháng Yùchūn; Anhui, 1330 – Hebei, 1369), è stato un generale cinese facente parte dell'etnia Hui, ossia dei cosiddetti musulmani cinesi.
Sostenitore del fondatore della dinastia Ming Zhu Yuanzhang, fu un suo generale negli anni della ribellione contro la precedente dinastia Yuan. Chang divenne famoso per il coraggio e la sua abilità in battaglia, che gli valsero il soprannome di "Chang Diecimila", poiché si diceva che egli da solo avesse la forza di 10.000 soldati.

## Biografia
Nato nella contea di Huaiyuan, nell'Anhui, Chang si unì nel 1355 alla rivolta dei Turbanti Rossi, che aveva lo scopo di rovesciare il governo mongolo della dinastia Yuan in Cina. Durante il sesto mese di quell'anno, seguì come generale il capo dei ribelli, Zhu Yuanzhang, in battaglia contro le truppe Yuan a Caishi (vicino all'odierna Ma'anshan, sulle rive orientali del fiume Azzurro). Le forze ribelli ne uscirono vittoriose e Chang si fece un nome come generale molto capace, venne quindi promosso al grado di yuan shuai, equivalente all'occidentale maresciallo.
Chang partecipò alle battaglie di Zhu Yuanzhang contro i suoi principali rivali, Chen Youliang e Zhang Shicheng, che vennero sconfitti e liberarono quindi il terreno per la fondazione della successiva dinastia Ming. A Chang venne conferito il titolo di "Duca di E" (鄂國公) nel 1366. Nel 1367, il generale seguì il suo superiore Xu Da in una campagna militare a nord della Cina, volta a conquistare la capitale Yuan di Khanbaliq. L'esercito di Zhu riuscì nell'impresa l'anno successivo, mettendo fine al governo mongolo in Cina.
Chang Yuchun morì nel 1369 di malattia durante il viaggio di ritorno verso Nanchino, ad ovest dell'odierna contea di Longguan, nello Hebei. Quando Zhu Yuanzhang, che era ormai diventato l'imperatore Hongwu, ebbe notizia della morte del generale, scrisse un poema per la sua sepoltura e gli conferì i titoli postumi di "Principe di Kaiping" (開平王) e "Zhongwu" (忠武). Chang Yuchun aveva due figli, Chang Mao (常茂) e Chang Sheng (常升).

## Cultura di massa
Chang è un personaggio di un romanzo wuxia di Louis Cha, The Heaven Sword and Dragon Saber. Nella storia, egli è membro del Culto Ming, un'organizzazione ribelle che ha lo scopo di rovesciare la dinastia Yuan. Viene ferito in battaglia da alcuni soldati Yuan, tuttavia viene salvato dal monaco taoista Zhang San Feng. Sotto sua richiesta, acconsente quindi a portare con sé Zhang Wuji (il protagonista del romanzo) nel suo viaggio verso la Valle delle Farfalle, per cercare una cura dall'eccentrico fisico Hu Qingniu. Diversi anni dopo, Chang diviene un sottoposto di Zhang Wuji quando quest'ultimo viene nominato capo del Culto Ming, poiché aveva eroicamente salvato l'organizzazione ribelle dalla distruzione. Chang, quindi, continua a partecipare a numerose battaglie contro le truppe Yuan e, infine, riesce ad aiutare Zhu Yuanzhang, che avrebbe preso il nome di imperatore Hongwu, a fondare la dinastia Ming.